# Arsenalsgatan 8

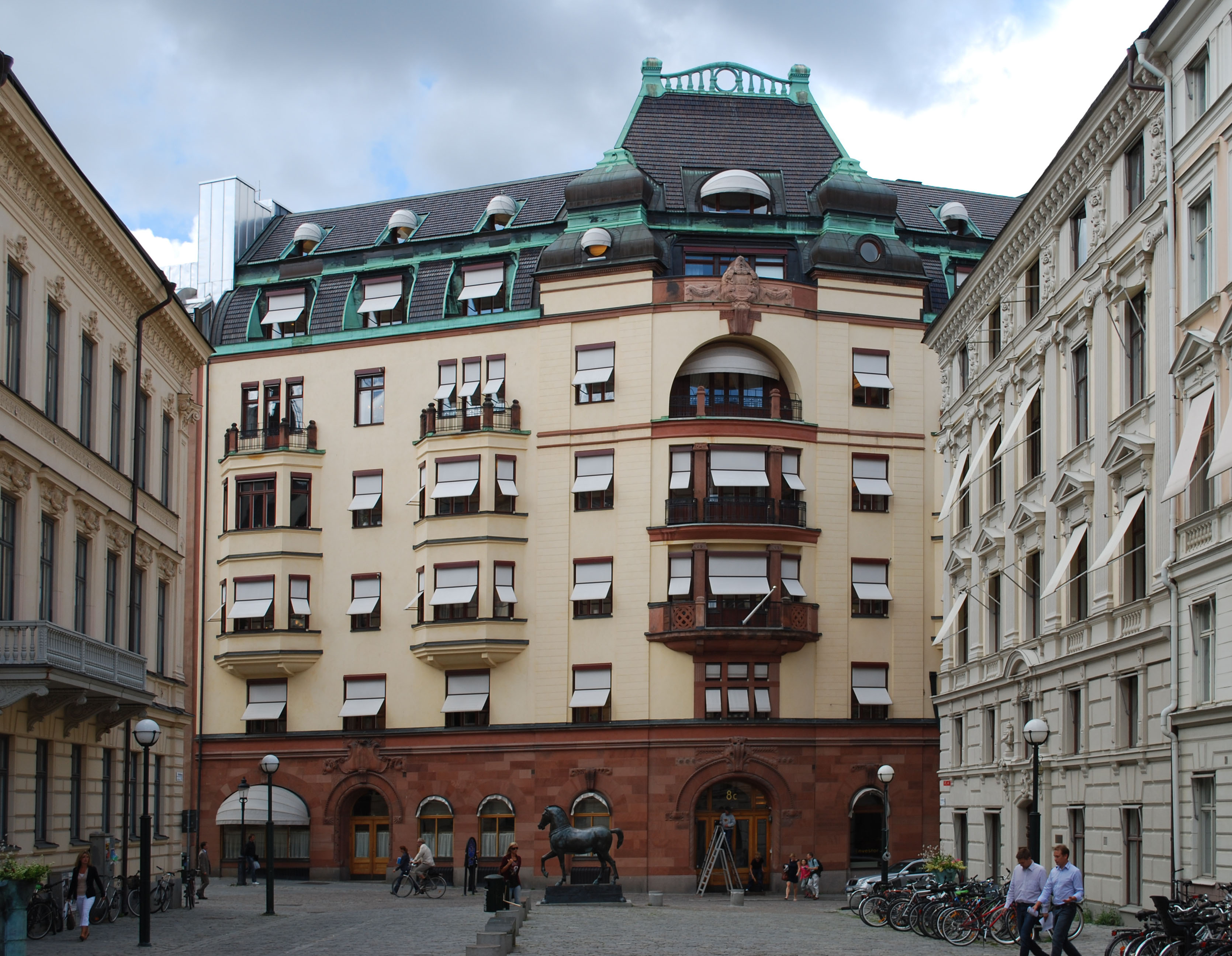
Arsenalsgatan 8

Arsenalsgatan 8 vid Blasieholmstorg på Norrmalm i Stockholm är adressen för den byggnad som uppfördes åren 1907–1909.
Som byggherre stod gemensamt Bankirfirman E. Öhman j:r (grundad 1906 med inriktning på fastighetsaffärer) samt Kommanditbolaget lantmanna- och kreditkassan D. Aronowitsch & Co. Den femvåningar sammanhållna jugendbyggnaden ritades av Thor Thorén. Thorén var vid denna tid, tillsammans med Ferdinand Boberg knuten till Bankirfirman E. Öhman j:r som arkitekt för dess nyinrättade ritkontor för affärsfastigheter, och Boberg kom att rita husets brandgavel.  Bottenvåningen och ornamentiken är utfördes i röd sandsten och kontrasterar med de idag ljusa slätputsade övre våningarna. Huset krönts av ett svart skiffertak.
Två glastäckta bankhallar uppfördes på gården. Den södra inreddes som huvudkontor åt kommanditbolaget Aronowitsch. Då bolaget 1920 togs över av Östergötlands enskilda bank fungerade hallen som filial för denna fram till banken fusionerades med Norrköpings enskilda bank 1927. Den norra bankhallen var först huvudkontor för bankirfirman Öhman, men rymde några år kring 1920 AB Affärsbankens huvudkontor.
Huset byggdes om invändigt på 1920-talet för försäkringsbolaget Hansa. Efter samgåendet med konkurrenten Trygg 1971 hade Trygg-Hansa lokaler i huset.
Idag är bankbyggnaden huvudkontor för bland annat Wallenbergbolagen Investor och Novare kapital.